# Sony Pictures Studios
Les Sony Pictures Studios sont des studios de tournage dédiés aux productions cinématographiques et télévisuelles situé à Culver City (comté de Los Angeles) et géré par Sony Pictures Entertainment pour les studios Columbia Pictures et TriStar Pictures. De nombreuses émissions, séries et films ont été filmés dans ce studio.

## Historique

### Triangle Studios

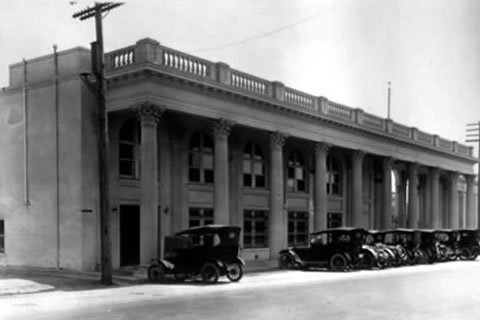
Photographie de la colonnade originale de Triangle Studios vers 1916.

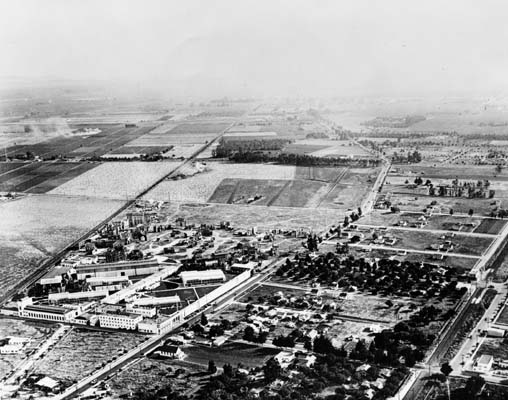
Vue aérienne du Triangle Studios en 1922.

En 1915, alors que le réalisateur Thomas H. Ince tourne ses films dans son studio baptisé Inceville et situé à Ballona Creek dans Pacific Palisades, Harry Culver, fondateur de Culver City le persuade de s'installer dans sa ville. Ince fonde alors la société Triangle Film Corporation et fait construire les premiers bâtiments des Triangle Studios dont une colonnade grecques à l'entrée du complexe sur Washington Boulevard.
Ince fait aussi construire plusieurs plateaux de tournage et un bâtiment administratif l'Administration Building. Mais Ince revend ses parts à ses partenaires D. W. Griffith et Mack Sennett. Ince fonde alors un autre studio qu'il installe plus loin sur le boulevard, les futurs Culver Studios. 
En 1918, le producteur Samuel Goldwyn rachète le complexe Triangle Studios et fait construire plusieurs plateaux qu'il utilise pour son studio Goldwyn Pictures.
En 1924, Samuel Goldwyn revend son studio Goldwyn Pictures et les Triangle Studios à Marcus Loew,

### MGM Studios

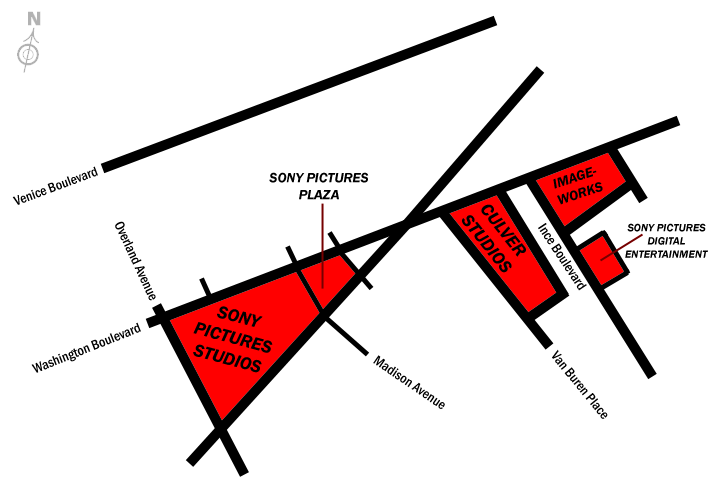
Schéma des studios Sony et Culver.

En 1924, le président de Loews Theatres, Marcus Loew organise la fusion de trois sociétés cinématographiques, la Metro Pictures Corporation, Goldwyn Pictures et Louis B. Mayer Productions pour former la Metro-Goldwyn-Mayer. La nouvelle acquiert au passage les studios de Goldwyn et s'en sert comme principal lieu de tournage. Les studios de Metro Pictures à Los Angeles, installés sur Cahuenga Boulevard furent eux laissés à Richard A. Rowland qui les renomma Motion Picture Studios.
À partir des années 1930, MGM produit plus de 50 films par an et cela grâce à six complexes de studios construits autour des anciens  Triangle Studios. Réparti en 3 parcelles sur plus de 180 acres (73 ha), les studios comptent 28 plateaux de tournages dont certains de très grandes dimensions. Le Stage 15 est alors le second au monde et le Stage 27 contenait le Munchkinland du Le Magicien d'Oz (1939). La première parcelle est le Triangle Studios. La parcelle 2 est située de l'autre côté de l'Overland Avenue. La parcelle 3, la plus grande est située à l'angle de Jefferson Boulevard et Overland Avenue, à quelques kilomètres. En 1938, le studio inaugure un nouveau bâtiment administratif, nommé d'après Thalberg.
À la suite du jugement anti-trust contre Paramount Pictures en 1948, les relations entre Loews Theaters et MGM ont dû être revues.
En 1969, le millionnaire Kirk Kerkorian achète la MGM et revend la société en plusieurs parties. Les accessoires stockés dans le studio sont vendus durant une vente aux enchères de 18 jours ainsi que 38 acres (153 780,54396 m2) du terrain. La parcelle 3 est rasée tandis que la parcelle 2 est vendue à un promoteur immobilier. L'argent récolté par Kerkorian lui sert à construire la chaîne d'hôtels MGM Grand Hotel. La parcelle 1 reste dans le giron de la MGM et continue à produire des films.
En 1981, Kerkorian fait l'acquisition d'United Artists. En 1984, il revend MGM/UA à Ted Turner qui au bout de 74 jours revend l'ensemble à Kerkorian sans le catalogue des films de la MGM avant 1986. 
En 1986, le studio est vendu à Lorimar Productions. La même année, au nord-est du complexe, MGM a fait construire son nouveau siège social le Filmland Building un édifice de 8 étages. De son côté MGM déménage en 1992 à Santa Monica puis à Century City. Depuis le rachat par Sony le Filmland Building est connu sous le nom Sony Pictures Plaza, 

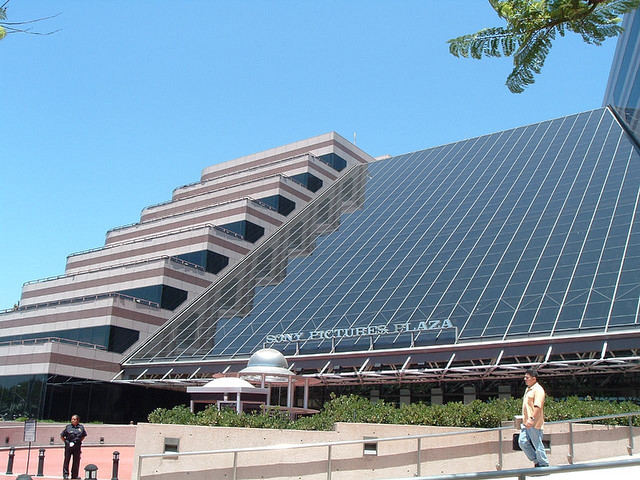
Entrée principale du Sony Pictures Plaza.
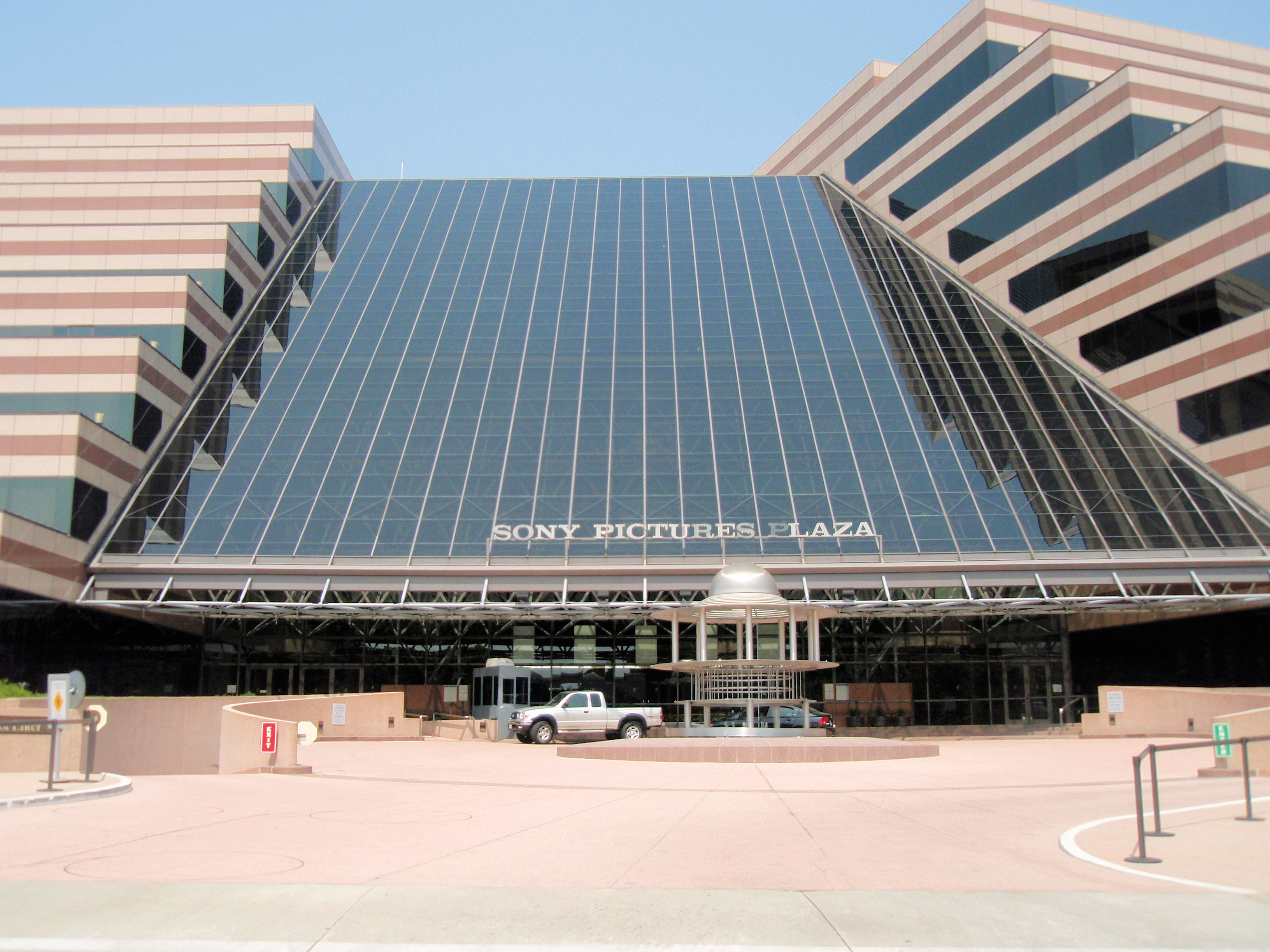
Façade sud du Sony Pictures Plaza.
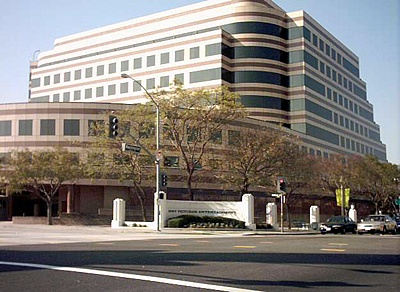
Façade nord du Sony Pictures Plaza.

### Sony Pictures Studios
En 1989, Warner Communications achète Lorimar Productions tandis que Sony engage les producteurs Jon Peters et Peter Guber pour diriger sa nouvelle filiale Columbia Pictures malgré le fait qu'ils soient sous contrat avec Warner Bros. Pour résoudre le problème, Warner accepte plusieurs points comme celui de vendre les studios de Lorimar à Columbia. Columbia partageait depuis 1972 ses studios avec ceux de Warner à Burbank, les Warner Bros. Studios

## Productions

### Jeux télévisés
- Wheel of Fortune (1995–present)
- Jeopardy! (1994–present)
- Wheel 2000 (1997–1998)
- Jep! (1998–1999)
- Rock & Roll Jeopardy! (1998–2001)
- Pyramid (2002–2004)
- Russian Roulette (2002–2003)
- American Gladiators (2008 revival, Season 1 only)

### Séries télévisées
- Mariés, deux enfants (Married... with Children) (1994–1997)
- La Vie à cinq (Party of Five) (1994–2000)
- Un gars du Queens (The King of Queens) (1998–2007)
- Bush Président (That's My Bush!) (2001)
- Le Protecteur (The Guardian) (2001-2004)
- Las Vegas (2003–2008)
- Close to Home : Juste Cause (2005–2007)
- Du côté de chez Fran (Living With Fran) (2005–2006)
- Pour le meilleur et le pire (Til Death) (2006–2010)
- Cavemen (2007)
- Leçons sur le mariage (Rules of Engagement) (2007–2013)
- Masters of Sex (2013-present)
- Ray Donovan (2013-present)